# Petr Fantys
Petr Fantys (* 21. srpna 1967, Zlín) je pedagog, překladatel z anglického jazyka a publicista. Překládá anglickou beletrii, esejistickou tvorbu a odbornou literaturu; věnuje se rovněž titulkování filmů.

## Osobní život
Odmaturoval na Dvořákově gymnáziu v Kralupech nad Vltavou. V letech 1985–1989 vystudoval na VŠCHT v Praze obor biochemie a v letech 1991–1998 anglistiku a bohemistiku na Filozofické fakultě Univerzity Karlovy. Během studií pracoval jako redaktor Slova, Telegrafu a v kulturní rubrice Lidových novin. Po ukončení studia působil patnáct let jako učitel angličtiny na soukromém gymnáziu PORG. V rámci 19. ročníku Ceny Josefa Jungmanna v roce 2009 získal tvůrčí cenu za překlad z angličtiny: Julian Barnes: Žádný důvod k obavám (Euromedia-Odeon). V roce 2013 založil jazykovou školu Penny Lane. Průběžně překládá knihy a titulkuje filmy.

## Překlady
Próza
- Barnes, Julian: Hukot času / The Noise of Time, Odeon 2017
- Gaberle, David: Metropolight, KANT 2017
- Barnes, Julian: Roviny života / Levels of Life, Odeon 2015
- Englander, Nathan: O čem mluvíme, když mluvíme o Anne Frankové / What We Talk About When We Talk About Anne Frank, Paseka 2014
- Eco, Umberto: Zpověď mladého romanopisce / Argo 2013
- McCarthy, Cormac: Konzultant / Argo 2013
- McCarthy, Cormac: Vlak Sunset Limited / The Sunset Limited, Argo 2013
- Barnes, Julian: Vědomí konce / The sense of an Ending, Odeon 2012
- DeLillo, Don: Prašivý pes / Running Dog, Plus 2011
- Sontagová, Susan: S bolestí druhých před očima / Regarding the Pain of Others, Paseka 2011
- Hart, H. L. A.: Pojem práva / The Concept of Law, Prostor 2010
- Barnes, Julian: Žádný důvod k obavám/ Nothing to Be Frightened of, Odeon 2010
- Anderson, Benedict: Představy společenství / Imagined Communities. Reflections on the Origin and Spread of Nationalism, Karolinum 2008
- Fowles, John: Aristos / The Aristos, Kniha Zlín 2007
- Jerome Klapka, Jerome: O tom, jak pečovat o ženy a jak je zvládnout / On the Care and Management of Women, Garamond 2006, 2014
- Ong, Walter: Technologizace slova / Imagined Communities. Reflections on the Origin and Spread of Nationalism Orality and Literacy. Technologizing of the word, Karolinum 2006
- Curran, Bob: Praktický průvodce světem irských kouzelných bytostí / A Field Guide to Irish Fairies, Tichá Byzanc 2006
- Arendt, Hannah: O násilí / On Violence – spolu s Jiří Přibáň, Oikoymenh 2004
- Ondaatje, Michael: Anilin přízrak / Anil’s Ghost, Volvox Globator 2002
- Lawrence, David Herbert: Apokalypsa / Apocalypse, Garamond 2002
- Jerome Klapka, Jerome: Dělat věci s rozmyslem je ztráta času / The Second Thoughts of an Idle Fellow, Garamond 2001
- Nahai, Gina B.: Andělé nad Teheránem / Slovart 2016 / Rybka Publishers 2000
- Fowles, John: Mantisa / Mantissa, Rybka Publishers 1999
- Hillary, Edmund: Pohled z vrcholu / A View from the Summit, Rybka Publishers Knižní klub 1999
- Steve Crawford: SAS – Encyklopedie

Divadelní hry
- Expres na západ – Divadlo Ungelt
- Naše sebrané trable – Divadlo F.X.Šaldy Liberec [Malé divadlo]

## Titulky k filmům (výběr)
- Tenkrát v Americe
- Piráti z Karibiku
- Jméno růže
- New York, New York
- Wall Street: Peníze nikdy nespí
- Předčítač
- Expres na západ
- Konzultant
- Klub poslední naděje
- Jeden musí z kola ven
- Lítám v tom
- Bohemian Rhapsody